# Вандюиль
Вандюи́ль (фр. Vendhuile) — коммуна во Франции, находится в регионе Пикардия. Департамент коммуны — Эна. Входит в состав кантона Боэн-ан-Вермандуа. Округ коммуны — Сен-Кантен.
Код INSEE коммуны — 02776.

## Население
Население коммуны на 2010 год составляло 531 человек.
| 1962 | 1968 | 1975 | 1982 | 1990 | 1999 | 2010 |
| ---- | ---- | ---- | ---- | ---- | ---- | ---- |
| 695  | 604  | 537  | 480  | 450  | 478  | 531  |

## Экономика
В 2010 году среди 314 человек трудоспособного возраста (15—64 лет) 224 были экономически активными, 90 — неактивными (показатель активности — 71,3 %, в 1999 году было 63,2 %). Из 224 активных жителей работали 196 человек (109 мужчин и 87 женщин), безработных было 28 (10 мужчин и 18 женщин). Среди 90 неактивных 22 человека были учениками или студентами, 31 — пенсионерами, 37 были неактивными по другим причинам.